# Woman's World
Woman’s World (Brasil: O Mundo É da Mulher ou O Mundo e a Mulher) é um filme estadunidense de 1954, do gênero comédia dramática, dirigido por Jean Negulesco, com trilha sonora de Cyril Mockridge.

## Sinopse
Nova York, um grande empresário, convoca seus três principais executivos, acompanhados de suas esposas, e através delas pretende escolher o seu substituto.

## Elenco
- Clifton Webb ....... Ernest Gifford
- June Allyson ....... Katie Baxter
- Van Heflin ....... Jerry Talbot
- Lauren Bacall ....... Elizabeth Burns
- Fred MacMurray ....... Sid Burns
- Arlene Dahl ....... Carol Talbot
- Cornel Wilde ....... Bill Baxter
- Elliott Reid ....... Tony Andrews
- Margalo Gillmore ....... Mrs. Evelyn Andrews
- Alan Reed ....... Tomaso
- David Hoffman ....... Jabernowski